# マシュー・ライリー
マシュー・ライリー（Matthew Reilly, 1974年7月2日 - ）は、オーストラリアの小説家。

## 作品

### 著作
- 『アイス・ステーション』（『スケアクロウ vol.1-3』を改題） Ice Station (1998) 
  - 泊山梁訳、ランダムハウス講談社文庫、2006年
- 『7ワンダーズ』 Seven Ancient Wonders
  - 飯干京子訳、早川書房、2006年
- 『エリア7 -合衆国空軍秘密基地を脱出せよ』 Area 7
  - 松田貴美子訳、ランダムハウス講談社文庫、2007年
- 『ターゲットナンバー12』 Scarecrow
  - 松田貴美子訳、ランダムハウス講談社文庫、2007年